# Puente Chamberlain
El Puente Chamberlain (en inglés: Chamberlain Bridge) es un puente de Bridgetown, la capital y ciudad más grande de la nación de Barbados. En 1872, era un puente levadizo o puente giratorio a través del canal marino del río Careenage (río Constitución) en la bahía de Carlisle. La estructura de acero arcaica fue desmantelada y reconstruida en 2005-2006 como un puente levadizo con tecnología moderna y un diseño basculante. Este diseño gira hacia arriba, permitiendo a los buques pasar a través de un canal de entrada.